# Bertil Norman
Bertil Norman (født 29. juni 1929, død 24. marts 2023) var en svensk orienteringsløber.
Norman havde sin storhedstid i 1950 og 1960'erne. Da det første verdensmesterskab i orientering blev gennemført i 1966 i Finland, var han en del af det guldvindende stafethold. Ved EM i 1962 i Norge tog han sin eneste individuelle medalje, som blev af sølv.

## Galleri
- Normans medaljer fra VM 1966, EM 1962 og EM 1964
- Normans sølvmedalje fra veteran-SM 2014.

## Anerkendelser
- 1960 − Årets orienteringsløber i Sverige
- 1961 − Årets orienteringsløber i Sverige
- 1962 − Årets orienteringsløber i Sverige
- 1964 − Årets orienteringsløber i Sverige